# Лукашкин, Николай Иванович
Николай Иванович Лукашкин — советский государственный и хозяйственный деятель.

## Биография
Родился в 1898 году. Член КПСС.
С 1919 года — на хозяйственной, общественной и политической работе.
В 1919—1957 гг. :
- инженер-строитель на различных стройках в Донбассе,
- участник строительства Сталинского металлургического завода,
- участник строительства завода «Запорожсталь»,
- главный инженер в управлениях Народного комиссариата строительства,
- заместитель министра строительства предприятий тяжелой индустрии СССР,
- заместитель министра строительства предприятий металлургической и химической промышленности СССР,
- член Госкомитета Совета Министров СССР по делам строительства.

За разработку новых методов скоростного строительства и монтажа доменных печей, осуществлённых на Чусовском и Магнитогорском металлургических заводах был удостоен в составе коллектива Сталинской премии 1946 года.
За разработку и внедрение новых конструкций из асбоцемента в строительстве промышленных зданий и сооружений был удостоен в составе коллектива Сталинской премии 1950 года.
Умер в Москве в 1957 году.